# Lepidomyia crepuscustellata
Lepidomyia crepuscustellata är en tvåvingeart som först beskrevs av Hull 1946.  Lepidomyia crepuscustellata ingår i släktet Lepidomyia och familjen blomflugor. Inga underarter finns listade i Catalogue of Life.